# Derek Webster
Derek Webster (Bakersfield, 19 dicembre 1968) è un attore statunitense.

## Biografia
Attivo prevalentemente in ambito televisivo, ha interpretato Stevie nella serie TV Mayor of Kingstown.
È sposato con l'ex attrice Emily Schulman, da cui ha avuto quattro figli.

## Filmografia parziale

### Cinema
- Stargate, regia di Roland Emmerich (1994)

### Televisione
- Star Trek - The Next Generation - serie TV, episodio 7x04 (1993)
- La Tata (The Nanny) - serie TV, episodio 3x15 (1996)
- Night Man - serie TV, 22 episodi (1997-1998)
- JAG - Avvocati in divisa (JAG) - serie TV, 3 episodi (2001-2005)
- E.R. - Medici in prima linea (E.R.) - serie TV, episodio 7x17 (2001)
- Providence - serie TV, episodio 5x10 (2002)
- NCIS - Unità anticrimine (NCIS) - serie TV, episodi 1x20, 3x04 (2004-2006)
- NYPD - New York Police Department - serie TV, episodio 11x14 (2004)
- Everwood - serie TV, episodio 2x11 (2004)
- Supernatural - serie TV, episodio 1x01 (2005)
- The Shield - serie TV, episodio 5x10 (2006)
- Criminal Minds - serie TV, episodio 2x05 (2006)
- Nip/Tuck - serie TV, episodio 4x13 (2006)
- Bones - serie TV, episodio 2x18 (2007)
- Crossing Jordan - serie TV, episodio 6x17 (2007)
- Boston Legal - serie TV, episodio 4x16 (2008)
- CSI: Miami - serie TV, episodio 7x05 (2008)
- Mental - serie TV, 13 episodi (2009)
- Grey's Anatomy - serie TV, episodio 6x08 (2009)
- The Mentalist - serie TV, episodio 3x06 (2010)
- Desperate Housewives - serie TV, 3 episodi (2011-2012)
- Harry's Law - serie TV, 7 episodi (2011-2012)
- Damages - serie TV, 8 episodi (2011)
- Revolution - serie TV, 4 episodi (2012-2013)
- Castle - serie TV, episodio 4x12 (2012)
- CSI - Scena del crimine (CSI) - serie TV, episodi 14x17, 15x19 (2013-2014)
- Body of Proof - serie TV, episodio 3x04 (2013)
- Longmire - serie TV, episodio 2x11 (2013)
- The Night Shift - serie TV, 4 episodi (2014)
- NCIS: Los Angeles - serie TV, episodio 5x17 (2014)
- The Whispers - serie TV, 13 episodi (2015)
- NCIS: New Orleans - serie TV, 17 episodi (2016-2019)
- Ray Donovan - serie TV, 8 episodi (2016-2017)
- Suits - serie TV, episodio 5x15 (2016)
- Hawaii Five-0 - serie TV, episodio 6x17 (2016)
- The Catch - serie TV, episodio 1x03 (2016)
- In the Dark - serie TV, 14 episodi (2019-2020)
- Star Trek: Picard - serie TV, episodi 1x07-1x08 (2020)
- Mayor of Kingstown - serie TV, 30 episodi (2021-2024)
- 9-1-1: Lone Star - serie TV, 11 episodi (2021)
- Animal Kingdom - serie TV, episodio 5x06 (2021)
- The Good Doctor - serie TV, episodio 5x06 (2021)
- Chicago P.D. - serie TV, episodi 9x14-9x15 (2022)
- The Cleaning Lady - serie TV, episodio 1x09 (2022)
- For All Mankind - serie TV, episodio 3x01 (2022)
- CSI: Vegas - serie TV, 10 episodi (2023-2024)

## Doppiatori italiani
Nelle versioni in italiano delle opere in cui ha recitato, Derek Webster è stato doppiato da:
- Roberto Draghetti in CSI: Miami, Mental, Body of Proof, The Whispers, NCIS: New Orleans, In The Dark
- Andrea Lavagnino in Damages, CSI - Scena del crimine (ep. 14x07), Ray Donovan
- Stefano Mondini in Castle, Criminal Minds: Evolution
- Stefano Alessandroni in NCIS: Los Angeles, Mayor of Kingstown
- Massimo Bitossi in Grey's Anatomy, The Good Doctor
- Alberto Angrisano in Hawaii Five-0, CSI: Vegas
- Stefano Thermes in Suits, Good American Family
- Dario Oppido in 9-1-1: Lone Star, Chicago P.D.
- Davide Marzi in NCIS - Unità anticrimine (ep. 1x20)
- Gaetano Lizzio in NCIS - Unità anticrimine (ep. 3x04)
- Fabrizio Russotto in CSI - Scena del crimine (ep. 15x09)
- Alessandro Budroni in Desperate Housewives
- Maurizio Fiorentini in Supernatural
- Michele D'Anca in Criminal Minds
- Oliviero Cappellini in Nip/Tuck
- Gerolamo Alchieri in The Mentalist
- Riccardo Scarafoni in The Closer
- Claudio Fattoretto in Stargate
- Alessio Cigliano in Josh Kirby
- Roberto Certomà in Animal Kingdom
- Guido Di Naccio in The Catch
- Enrico Pallini in The Shield
- Stefano Santerini in Bones
- Teo Bellia in Everwood
- Achille D'Aniello in Harry's Law
- Maurizio Montecchiesi in Star Trek: Picard